# عباس‌آباد پیشت
عباس‌آباد پیشت روستایی در دهستان زیدآباد بخش زیدآباد شهرستان سیرجان استان کرمان ایران است.

## جمعیت
بر پایه سرشماری عمومی نفوس و مسکن در سال ۱۳۹۵ جمعیت این مکان ۲۶۶ نفر (۸۱خانوار) بوده‌است.